# جورجي باربو
جورجي باربو (بالرومانية: Gheorghe Barbu) هو مهندس معادن ‏ ومهندس وسياسي روماني، ولد في 3 نوفمبر 1951. انتخب عضو مجلس النواب في رومانيا.